# Kverneland Group
Kverneland Group est une entreprise internationale qui se consacre au développement, à la production et à la distribution d'outils agricoles, de solutions électroniques et de services numériques destinés à la communauté agricole. La société met à disposition la technologie des outils agricoles grâce à son offre de fabrication d'équipements. Kverneland Group propose une large gamme d'équipements pour le travail du sol et le semis, le fourrage et l'ensilage, l'épandage, la pulvérisation, ainsi que des solutions électroniques et des services agricoles numériques pour les tracteurs et les outils agricoles.

## Historique de l'entreprise
Le groupe Kverneland a été fondé par Ole Gabriel Kverneland en 1879. En 1894, il est devenu une société anonyme et, dans les années 1920, il est devenu le principal fournisseur de produits agricoles en Norvège, en particulier de charrues. Pendant de nombreuses années, Kverneland est resté une entreprise familiale jusqu'à ce qu'elle soit cotée à la Bourse d'Oslo en 1983. Depuis le milieu des années 1990, le groupe Kverneland a connu une expansion grâce à l'acquisition d'autres fabricants d'outils agricoles.
Le groupe Kverneland a acquis plusieurs marques, notamment les enrubanneuses de balles Underhaug, les faucheuses à disques et les outils de fenaison Taarup Maskinfabrik, les herses rotatives Maletti, les semoirs Maschinenfabrik Accord, les épandeurs d'engrais et les machines pour produits d'herbe du Dutch Greenland Group, ainsi que les pulvérisateurs agricoles RAU. En 2008, les marques Taarup, Accord et RAU ont été abandonnées et remplacées par la marque Kverneland dans l'ensemble de la gamme de produits. 
En 2010, Kverneland Group a établi une joint-venture à long terme avec Gallignani spa, donnant ainsi naissance à une nouvelle gamme de presses à balles rondes (à chambre fixe et variable), d'enrubanneuses et de faucheuses à tambour. En 2011, Kverneland Group a inauguré une nouvelle usine d'assemblage à Daqing, en Chine. En 2012, Kubota Corporation a acquis le groupe Kverneland, ce qui a entraîné sa radiation de la Bourse d'Oslo en mai 2012.
Le siège social de l'entreprise est situé à Klepp, dans le village de Kvernaland. Kverneland Group emploie environ 2 550 personnes dans le monde, principalement en Europe. Le groupe possède les marques d'outils agricoles Kverneland et Vicon.
Les usines du groupe Kverneland sont réparties dans plusieurs pays. Elles sont situées en Norvège, au Danemark, en Allemagne, en France, aux Pays-Bas, en Italie, en Russie et en Chine. Le groupe possède également ses propres sociétés de vente dans 17 pays et exporte ses produits vers 60 autres pays.